# دون آدامز (مغني)
دون آدامز (بالإنجليزية: Don Adams)‏ هو مغني بريطاني، ولد في 2 مايو 1942 في غلاسكو في المملكة المتحدة، وتوفي في 24 يونيو 1995 بسبب تشمع الكبد.

## وصلات خارجية
- دون آدامز على موقع ميوزك برينز (الإنجليزية)
- دون آدامز على موقع أول ميوزيك (الإنجليزية)
- دون آدامز على موقع ديسكوغز (الإنجليزية)